# Friedrich Carl von Reigersberg
Friedrich Carl Joseph Franz Freiherr (ab 1816) Graf von Reigersberg (* 26. August 1774 in Würzburg?; † 8. August 1840 in Fechenbach bei Würzburg) war von 1806 bis 1814 großherzoglich-würzburgischer Kämmerer und Gesandter in Paris.

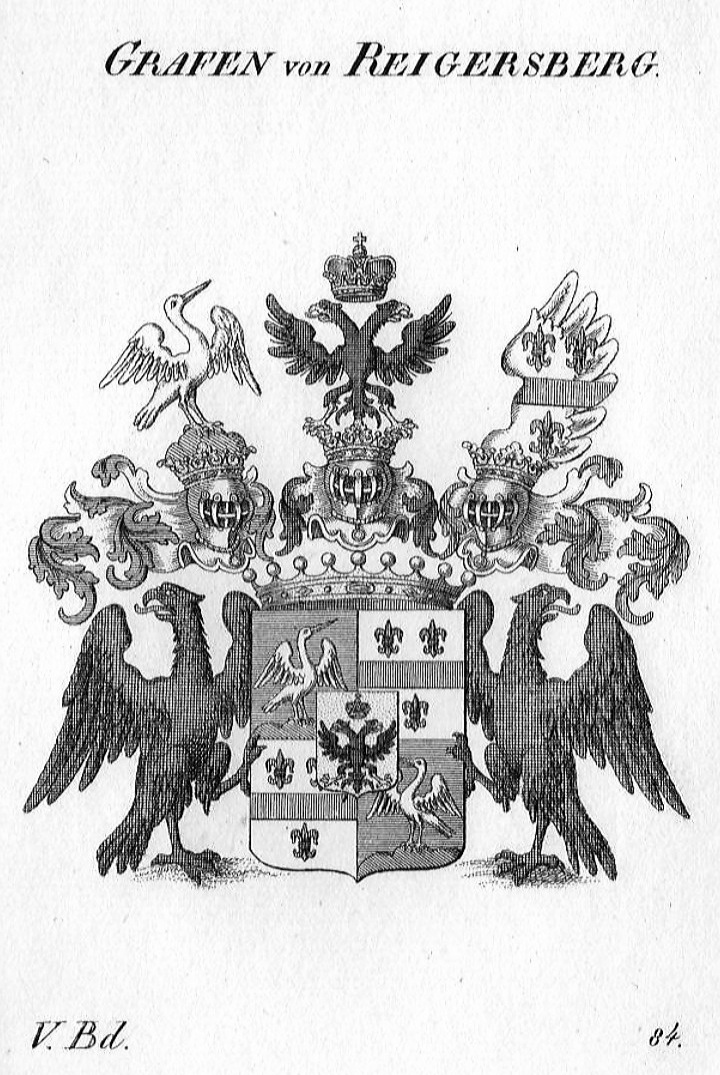
Wappen der Grafen von Reigersberg

## Verwandte und Leben
Sein vier Jahre älterer Bruder Heinrich Aloys Graf von Reigersberg war Reichskammergerichtspräsident und bayerischer Justizminister. Beide sind Urenkel des kurmainzischen Kanzlers Nikolaus Georg von Reigersberg einem Mitunterzeichner des westfälischen Friedens 1648.
Freiherr von Reigersberg war Wirklicher Geheimer Rat und Gesandter und bevollmächtigter Minister für das Großherzogtum Würzburg in Paris. Nach dem Übergang von Würzburg an Bayern war er Besitzer des Herrschaftsgerichts Fechenbach.

### Titel und Orden
Am 12. Mai 1816 erhob ihn der bayerische König Maximilian I. Joseph in den Grafenstand.
Außerdem erhielt er in seinem Leben das Großkreuz des Verdienstorden der Bayerischen Krone, den großherzoglich-würzburgischen Orden des heiligen Josephs und den österreichisch-kaiserlichen Leopold-Orden.